# Горан Марић (менаџер)
Горан Марић (познат и као Малколм Мухарем; Високо, 1960) српски је продуцент.

## Биографија
Завршио је Пету сарајевску гимназију и студирао журналистику на Факултету политичких наука у Сарајеву. 
Крајем седамдесетих укључује се у активности сарајевске музичке и алтернативне сцене (снима за продукцију Радио телевизије Сарајево и сарајевски Дискотон. 
Као заговорник и промотер нових тенденција у музици и уметности посвећује се организацији културних догађаја и музичкој продукцији. Оснивач је алтернативног „Новог арт клуба“ у Сарајеву. 
Почетком осамдесетих постаје уредник Музичког програма у оквиру сарајевског ЦЕДУС-а (Центар за друштвене дјелатности Универзитета у Сарајеву), који постаје главни центар окупљања нове сарајевске уметничке и музичке сцене. Ту продуцира прве снимке група Забрањено пушење, Конгрес, Плави оркестар...
Организује серију концерата новоталасних група из Београда, Загреба и Љубљане (Панкрти, Видеосекс, Катарина Друга, Дисциплина кичме, Марко Брецељ) у Сарајеву, а узвратно сарајевских група (Елвис Џи Куртовић, Плави оркестар, Конгрес...) у београдском СКЦ-у, загребачком Кулушићу и Лапидарију, у ријечком Палаху... 
На музичкој сцени се појавио 1982. године, као један од оснивача и најбитнијих идеолога музичког покрета Нови примитивизам. Тада је почео сарадњу са бендом Елвис Ј. Куртовић & Хис Метеорс коме је био менаџер у периоду његове највеће медијске експанзије. Од 1984. године постаје извршни продуцент Плавог оркестра, тада групе у успону. Био је менаџер Плавог оркестра, када је група 1985. године објавила свој први албум Соладски бал који је постао најпродаванији албум у СФРЈ са преко 1.200.000 продатих примерака.
Надимак Малколм Мухарем му је дао Радомир Гавриловић — „Харе“ по узору на Малколм Макларена.
Менаџер Елвиса Ј. Куртовића, Малколм Мухарем, „легендарни музички продуцент и ловац на таленте“, као један један од оснивача Њу Примитивса, максимално се ангажује на устројству и промоцији покрета. 
У часописима - београдском Џубоксу и Репортеру, загребачком Старту и Полету и љубљанској Младини, објавио је серију уметничких прогласа (манифеста и интервјуа) који су скандализовали, констернирали и трајно узнемирили тадашњу учмалу југословенску културну (и ширу) јавност. 
Ови уметнички прогласи су отворили пут за најширу афирмацију и југословенску промоцију главних актера новонасталог покрета. А то су били: групе „Забрањено пушење“, „Елвис Џи Куртовић“ и „Плави оркестар“, радио и телевизијска емисија „Топ листа надреалиста“ и позоришна представа „Аудиција“.
И поред отпора и притисака којим су протагонисти Њу примитивса од самог оснивања били изложени у сарајевској културној и политичкој чаршији и правих медијских погрома у сарајевским недељницима Вен, Ас и Свијет (вишемесечни фељтони о такозваној афери „Црко Маршал“ Нелета Карајлића ), покрет је постао невјероватно популаран у свим крајевима бивше Југославије. 

## Продуцентски рад
Продуцент је већег броја албума:
- Први снимљени Њу примитивс албум: ЕЛВИС ЏEJ КУРТОВИЋ ЕНД ХИС МЕТЕОРС – „Митови и легенде о краљу Елвису“ ЗКП РТВ Љубљана
- Први албум групе ПЛАВИ ОРКЕСТАР – „Солдатски бал“, Југотон, Загреб; најпродаванији дебитантски албум свих времена, до данас продато преко милион копија (носача звука).
- Култни Њу примитивс албум групе БАНБИНОСИ – „Не дирај мог друга“, Југотон, Загреб
- Други албум групе ПЛАВИ ОРКЕСТАР – „Смрт фашизму“, Југотон, Загреб; албум који се сматра стубом непостојећег покрета „Њу партизанс“ (Бијело дугме и Мерлин)
- У Алжиру издаје албум ПЛАВИ ОРКЕСТАР УЖИВО, тонски запис са концерта са стадионског концерта у Анаби, алжирском приморском граду, као први рокенрол албум на северу Африке
- Албум високкотиражне сарајевске групе НЕРВОЗНИ ПОШТАР – „Ништа више није као прије“ Југотон, Загреб
- ЕЛВИС ЏEJ КУРТОВИЋ – „Добродошли у предивни свет Новог примитивизма, Независна продукција, Београд
- „ОЛДМАН - Љубав се умножава“(хип хип групе: Београдски синдикат, Sick Touch, THCF, Шкабо, Микри...) Тесла Глобал Форум, Нови Сад

## Тур менаџер
Организатор је већег броја музичких и позоришних турнеја, од којих је најчувенија турнеја групе ПЛАВИ ОРКЕСТАР под називом „Боље бити пијан него стар“, која се са сто четрдесет унапред распродатих концерата, у спортским дворанама и на стадионима, најуспешнија турнеја неког музичког извођача у бившој Југославији.
У склопу турнеје ангажује редитеља Горана Гајића који је снимио документарни филм са ове турнеје. Такође, продуцирао је са Гораном Гајићем као редитељем, серију спотова Плавог оркестра, попут спота „Београђанка“ у коме се појављују београдске хероине Тања Бошковић, Соња Савић, Мирјана Бобић Мојсиловић и спектакуларна лото-девојка Сузана Манчић. До сада је продуцирао десетине комерцијалних и музичких спотова.
Од почетка деведесетих живи у Новом Саду. Радио је као продуцент у „Српском народном позоришту“, потом и као саветник градоначелника Новог Сада за медије. У интервјуу за часопис "Дуга", број од 30. августа 1992, представља се као четнички мајор и прича похвално о том свом ангажману.
Крајем деведесетих у Новосадском позоришту отвара чувени мултимедијални клуб - сцену „Бен Акиба“.
Продуцирао је већи број концерата, позоришних представа и промотивних кампања. Креирао је неколико политичких кампања, између осталих, и председничку медијску кампању принцезе Јелисавете Карађорђевић. Продуцирао је и документарни филм под називом „Принцеза Јелисавета Карађорђевић - Боже правде“. 
Председник је и оснивач организације „Тесла Глобал Форум“ и директор истоименог вишедневног мултимедијалног интернационалног фестивала, који се сваке године у част Николе Тесле периоду његовог рођендана (10. јула) одржава на Фрушкој гори, у манастиру Шишатовац и у Матици Српској у Новом Саду. Такође је оснивач "Tesla Cyber Camp" кампа за најуспешније студенте.
Покренуо је "Виртуелни музеј Никола Тесла" (ТГФ и Телеком Србија), јединствени  интернет водич кроз виртуелни свет Николе Тесле... 